# Simrishamns församling
Simrishamns församling är en församling i Ljunits, Herrestads, Färs och Österlens kontrakt i Lunds stift. Församlingen ligger i Simrishamns kommun i Skåne län och utgör ett eget pastorat.

## Administrativ historik
Församlingen bildades när Simrishamns stad grundades på medeltiden. Namnet skrevs före 1868 även Cimbritshamns församling.
Församlingen utgjorde till 2 maj 1578 ett eget pastorat för att därefter till 1962 vara moderförsamling i pastoratet Simrishamn och Järrestad. Från 1962 till 2006 var församlingen moderförsamling i pastoratet Simrishamn, Järrestad, Simris, Östra Nöbbelöv och Gladsax. Församlingen införlivade 2006 församlingarna Gladsax, Järrestad, Simris och Östra Nöbbelöv och bildade från den tiden Simrishamns pastorat med S:t Olofs församling och Rörums församling. År 2020 uppgick Rörums och S:t Olofs församling i Simrishamns församling som därefter utgör ett enförsamlingspastorat.

## Organister och klockare
| Ämbetstid | Namn                 | Levnadstid | Övrigt                                         |
| --------- | -------------------- | ---------- | ---------------------------------------------- |
| 1757–1763 | Hindrick Larsson     |            | Klockare.                                      |
| 1764–1774 | Johannes Schrewelius | 1736–1803  | Klockare.                                      |
| 1776      | Nils Sandmark        | –1776      | Klockare.                                      |
| 1787–1815 | Henrik Cederberg     | 1749–1815  | Klockare.                                      |
| 1815–1830 | Gabriel Blomgren     | 1794–1830  | Organist, klockare och kantor.                 |
| 1887–1901 | Bengt Elof Lindvall  | 1853–      | Organist, klockare, kantor och folkskollärare. |
| 1923–1931 | Birger Johnsson      | 1892–      | Organist, klockare och musikdirektör.          |

## Kyrkor
- Gladsax kyrka
- Rörums kyrka
- Sankt Clemens kapell, Simrishamn
- Sankt Johannes kyrka, Järrestad
- Sankt Nicolai kyrka, Simrishamn
- S:t Olofs kyrka
- Sankt Thomas kapell, Baskemölla
- Simris kyrka
- Östra Nöbbelövs kyrka